# Coupole hexagonale allongée
Pour les articles homonymes, voir Coupole (homonymie) et J18.
La Coupole hexagonale allongée est une figure géométrique faisant partie des solides de Johnson (J18). 
Comme son nom le suggère, elle peut être obtenue par l'allongement d'une coupole hexagonale (J3) par ajout d'un prisme hexagonal à sa base.
Les 92 solides de Johnson furent nommés et décrits par Norman Johnson en 1966.